# Йылдырым, Авни
Авни Йылдырым (тур. Avni Yıldırım; род. 5 августа 1991, Сивас) — турецкий боксёр, представитель второй средней и полутяжёлой весовых категорий. Выступал за сборную Турции по боксу в начале 2010-х годов, бронзовый призёр Средиземноморских игр, победитель и призёр многих турниров международного значения. Начиная с 2014 года боксирует на профессиональном уровне. 
В профессионалах двукратный претендент на титул WBC (2019), (2021) в втором среднем весе. Бывший чемпион WBC International Silver в полутяжёлом весе (2015—2016), во втором среднем (2016—2017). Действующий чемпион WBC International во втором среднем весе (2017—2018) и полутяжелом весе (2025—н.в)

## Биография
Авни Йылдырым родился 5 августа 1991 года в городе Сивас, Турция.

### Любительская карьера
В 2010 году участвовал в чемпионате Турции по боксу — в 1/8 финала полутяжёлой весовой категории был остановлен Йылдырымом Тарханом.
Год спустя стал серебряным призёром турецкого национального первенства, вошёл в состав турецкой национальной сборной и выступил на нескольких крупных международных соревнованиях. В частности, получил бронзу на турнире «Великий шёлковый путь» в Баку, дошёл до четвертьфинала на Мемориале Левинцева в Минске.
В 2013 году выиграл домашний международный турнир «Ахмет Джёмерт» в Стамбуле, стал бронзовым призёром Мемориала Феликса Штамма в Варшаве, уступив в полуфинале россиянину Павлу Силягину. Взял бронзу на домашних Средиземноморских играх в Мерсине, проиграв в полуфинале полутяжёлого веса алжирцу Абдельхафиду Беншабла. Принимал участие в чемпионате мира в Алма-Ате, где уже в 1/16 финала был побеждён российским боксёром Никитой Ивановым.

### Профессиональная карьера
Вскоре по окончании чемпионата мира Йылдырым покинул расположение турецкой сборной и в марте 2014 года успешно дебютировал на профессиональном уровне. Выступал преимущественно в Турции и затем Германии.
В августе 2015 года отправился в США и завоевал вакантный титул серебряного интернационального чемпиона во второй средней весовой категории по версии Всемирного боксёрского совета (WBC), выиграв по очкам у известного ямайского боксёра Глена Джонсона (54-20-2). Впоследствии несколько раз защитил полученный пояс, дважды лишался его за просрочку обязательной защиты, но в конечном счёте вновь возвращал его себе.
В 2017 году стал одним из участников первого сезона Всемирной боксёрской суперсерии — на стадии четвертьфиналов второго среднего веса встретился с сильным британцем Крисом Юбенком (25-1), обладателем титула чемпиона мира по версии Международной боксёрской организации (IBO). Был нокаутирован Юбенком уже в третьем раунде, потерпев тем самым первое поражение в профессиональной карьере.
Несмотря на проигрыш, Авни Йылдырым продолжил активно выходить на ринг и ещё несколько раз защитил сохранившийся у него пояс WBC International.

#### Бой с Джеком Калленом
6 сентября 2024 года вышел на бой с Раманом Амановым (19-5) в Киеве (Украина) в лимите крузервейта и победив отказом после 3-го раунда (RTD 3).
9 ноября 2024 года в Дубае (ОАЭ) нокаутировал (ТКО) в третьем раунд российского джорнимена Сергея Горохова (25-11).
26 июня 2025 года в Стамбуле (Турция) в рамках полутяжелого веса нокаутировал ранее небитого колумбийца Джона Кайседо (13-0, 5 КО). Йылдырым все три раунда контролировал бой, имел преимущество в огневой мощи и опыте. Бой закончился нокаутом в третьем раунде. Йылдырым вновь завоевал пояс WBC International которым владел в во втором среднем весе в 2027 году.